# TQL Stadium
El TQL Stadium, originalment West End Stadium, és un estadi de futbol situat a la ciutat de Cincinnati, estat d'Ohio, Estats Units. L'estadi està situat en el veïnat de West End, on estava emplaçat l'antic Stargel Stadium demolit el 2018. L'estadi compta amb una capacitat per a 26.000 espectadors i és la seu del FC Cincinnati de la Major League Soccer (MLS).

## Història
L'estadi es va proposar el 2016, com a part de l'oferta de la ciutat de Cincinnati per a obtenir una franquícia d'expansió en la Major League Soccer. El lloc a West End va ser triat a principis de 2018 i aprovat a l'abril del mateix any en un acord d'intercanvi de terres amb les Escoles Públiques de Cincinnati. El 29 de maig de 2018, l'MLS va anunciar que Cincinnati havia guanyat un equip d'expansió, que va començar a jugar en la temporada de 2019 en el Nippert Stadium, per a mudar-se al nou estadi una vegada estigui acabat el 2021.
El TQL Stadium va ser dissenyat per Populous, MEIS Architects i Eleve Design Group. Turner Construction va ser contractat com a contractista general, treballant juntament amb Jostin Construction, El nou estadi TQL va començar la seva construcció el 18 de desembre de 2018 amb la cerimònia de col·locació de la primera pedra, a la qual van assistir el comissionat de la lliga Don Garber a Cincinnati i funcionaris locals.
La cerimònia d'inauguració de l'estadi va tenir lloc l'1 de maig de 2021 i va ser seu del seu primer partit de temporada regular el 16 de maig entre el FC Cincinnati i l'Inter de Miami.
El 21 d'abril de 2021, Total Quality Logistics (TQL), una de les empreses de logística i transport més grans del país amb seu a Cincinnati, va ser nomenada patrocinador dels drets de nom de l'estadi pel FC Cincinnati, després d'haver arribat a un acord a llarg termini amb el club.